# Litwa na Mistrzostwach Świata w Lekkoatletyce 2009
Litwa na Mistrzostwach Świata w Lekkoatletyce 2009 reprezentowana była przez 15 zawodników - 6 kobiet i 9 mężczyzn.

## Występy reprezentantów Litwy

### Mężczyźni
- Chód 20 km
  - Vilius Mikelionis  - zajął 45. miejsce
- Chód 50 km
  - Donatas Škarnulis  - zajął 14. miejsce
  - Tadas Šuškevičius  - zajął 17. miejsce
- Trójskok
  - Mantas Dilys  - zajął 36. miejsce
- Rzut oszczepem
  - Tomas Intas  - zajął 43. miejsce
- Rzut dyskiem
  - Virgilijus Alekna  - zajął 4. miejsce

### Kobiety
- Bieg na 800 m
  - Irina Krakoviak – zajęła 27. miejsce
- Bieg na 1500 m
  - Irina Krakoviak - zajęła 22. miejsce
- Bieg na 100 m przez płotki
  - Sonata Tamošaitytė - zajęła 30. miejsce
- Chód 20 km
  - Kristina Saltanovič - zajęła 8. miejsce
  - Brigita Virbalytė - zajęła 24. miejsce
- Bieg maratoński
  - Živilė Balčiūnaitė - zajęła 19. miejsce
  - Remalda Kergytė - zajęła 52. miejsce
- Rzut oszczepem
  - Indrė Jakubaitytė - zajęła 24. miejsce
- Pchnięcie kulą
  - Austra Skujytė - zajęła 17. miejsce
- Rzut dyskiem
  - Zinaida Sendriūtė - zajęła 31. miejsce